# Левендохори
Левендохори (грч. Λεβεντοχώρι) је насељено место у општини Кукуш у периферији Средишња Македонија, Грчка. Према попису из 2021. године било је 209 становника.
Према бугарском географу и историчару, Василу Канчову, у Левендохорију је 1900. године живело 140 Турака. Током Балканских ратова село је разорено а становништво протерано. Након рата насељене су грчке избегличке породице из Турске а после 1922. године насељено још грчких избеглица. На попису из 1928. године Левендохори је имао 180 становника. Село се раније звало Ишикли или Ашикли.